# 토마스 고도이
토마스 고도이(Thomas Godoj, 1978년 3월 6일 ~ )는 독일의 가수로, 독일은 슈퍼스타를 찾습니다 시즌 5의 우승자이다.